# Starý židovský hřbitov v Rožmberku nad Vltavou
Židovský hřbitov v Rožmberku nad Vltavou je situován ve svahu jižně od centra města. Protože se v současnosti nalezené náhrobky nalézají v soukromé zahradě domu čp. 103, není areál volně přístupný.

## Popis
Hřbitov byl údajně založen kolem roku 1480. Protože jej po dlouhou dobu nebylo možné rozšířit, nachází se tu nad sebou alespoň dvě vrstvy hrobů. K prodloužení areálu došlo až v 19. století, do jehož konce zde probíhaly pohřby. V období nacistické okupace byl pak devastován a většina náhrobních kamenů byla odvezena pryč. Hranice hřbitova na parcele č. 45 dosud končí až u domu čp. 97.
Při východní zdi je zde kolem třiceti náhrobků, z nichž poslední se ve městě podařilo objevit v roce 2006. Stély s původní západní orientací jsou dnes chybně orientovány k severu, na jednom z náhrobků orientovaných správným směrem je vidět zobrazení dvojstély.

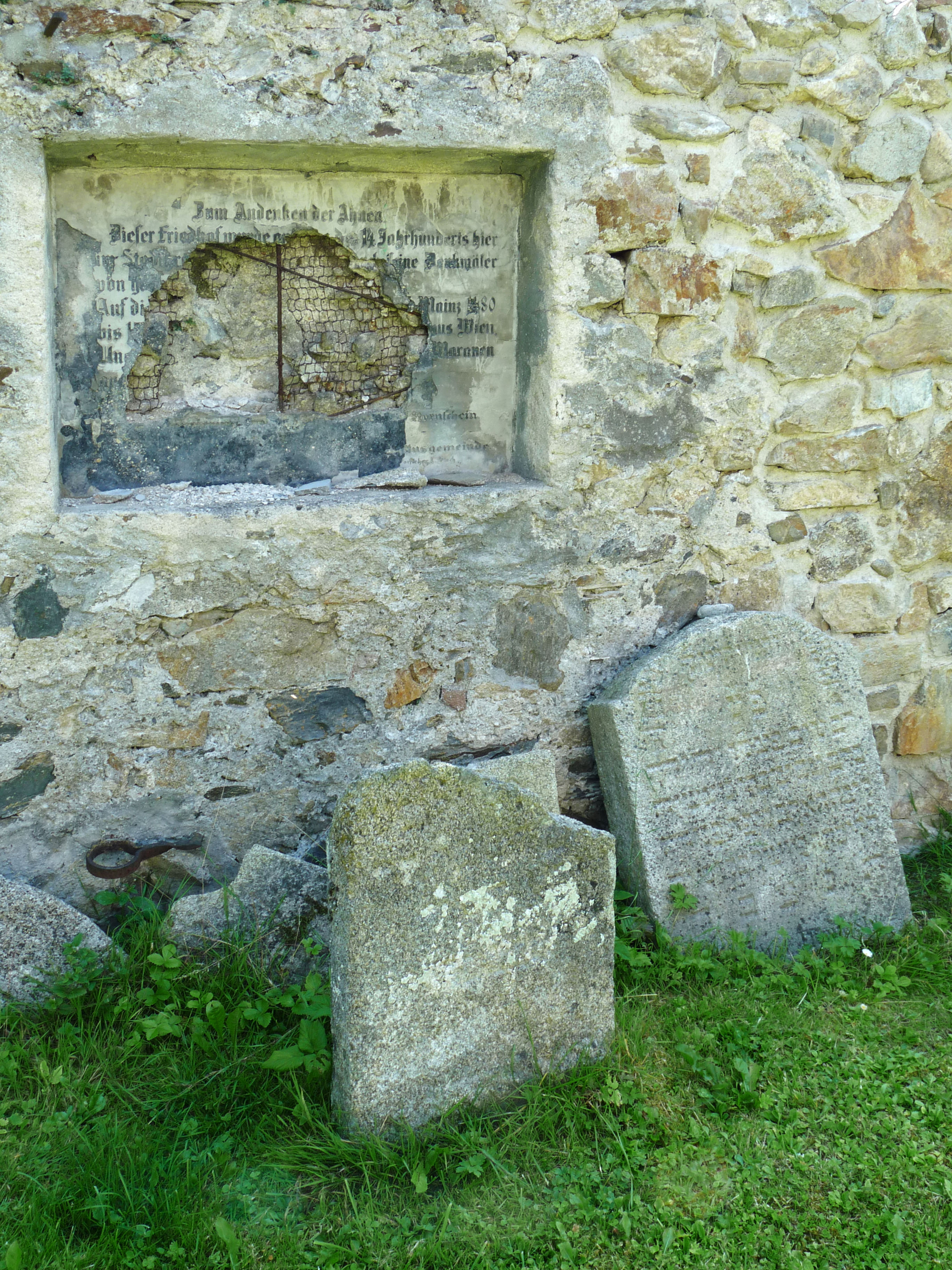
Nápis ve zdi

Část s náhrobky ze dvou stran obklopuje kamenná ohradní zeď s nízkou vstupní brankou s motivem menory. Dnes již velmi poškozený nápis v jižní zdi areálu vedle branky zmiňuje založení hřbitova.
Z důvodu zaplnění hřbitova byl v roce 1883 vybudován nový hřbitov.